# Breitwegerich
Der Breitwegerich (Plantago major), oder Breit-Wegerich geschrieben, bzw. Große Wegerich ist eine Pflanzenart, die zur Familie der Wegerichgewächse (Plantaginaceae) gehört. Er ist eine inzwischen weltweit verbreitete Pflanzenart und wächst an Straßen, Wegen, Plätzen, Weiden, Wiesen und Äckern. Andere Trivialnamen für diese Pflanzenart sind: (Breitblättriger) Wegerich, Wegbreite, Wegebreit, Wegeblatt, Wegtritt, Wegetrene, Rippenblatt, Saurüssel, Mausöhrle, Arnoglosse (von lateinisch arnoglossa), Ackerkraut.

## Beschreibung

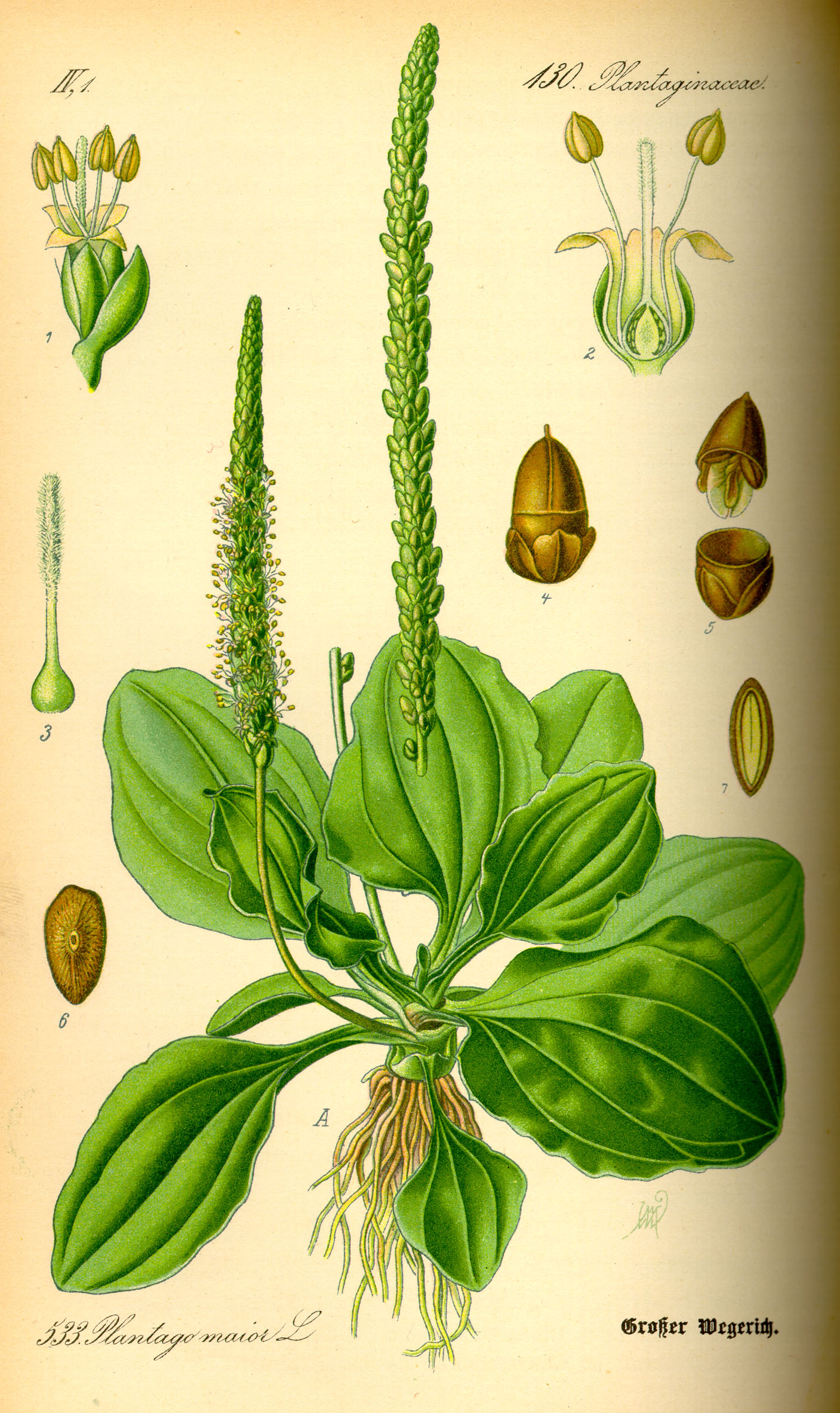
Illustration von Otto Wilhelm Thomé, 1885

Der Breit-Wegerich wächst als ausdauernde krautige Pflanze und erreicht eine Wuchshöhe zwischen 3 und 25 cm. Sie bildet ein Rhizom als Überdauerungsorgan. Die in einer grundständigen Blattrosette angeordneten Laubblätter sind löffelförmig und handtellergroß. Die einfache Blattspreite ist eiförmig bis elliptisch und kahl bis dicht, kurz behaart.
Die Blütezeit reicht von Juni bis Oktober. Endständig auf einem blattlosen Blütenstandsschaft, der etwa so lang oder kürzer als die Laubblätter und höchstens zweimal so lang wie der Fruchtstand ist, steht aufrecht ein ähriger Blütenstand. Die Blüten sind geruchlos. Die grünlichen bis weißlichen Staubfäden sind etwa 2 mm lang und die verkehrt-herzförmigen Staubbeutel sind etwa so lang wie breit. Der Pollen wird durch Windbestäubung verbreitet. 
Die Frucht enthält meist 6 bis 30, selten bis zu 46 Samen.
Die Chromosomenzahl beträgt bei allen drei Unterarten 2n = 12.

## Ökologie
Der Breitwegerich ist ein sommergrüner Hemikryptophyt und eine Rosettenpflanze mit blattachselständigen Blütensprossen und Zugwurzeln. Er ist ein Tiefwurzler mit einer wenig dauerhaften Primärwurzel; daher erfolgt die Bewurzelung hauptsächlich aus der kurzen Rosettenachse.
Die ausgeprägt vorweiblichen Blüten sind windblütig vom „Langstaubfädigen Typ“. Der Pollen besitzt Kittreste. Die Narben sind lang und fast fiederig behaart. Die Pollensäcke bleiben bei feuchtem Wetter geschlossen. Je Blütenstand werden etwa 2 bis 3 Millionen Pollenkörner produziert. Durch die Windausbreitung und die große Anzahl sind Breitwegerich-Pollen wichtige Auslöser von Heuschnupfen. Selbstbestäubung ist möglich. Die Blütezeit reicht von Juni bis Oktober. 
Die Früchte sind sechs- bis zwölfsamige Deckkapseln. Der Breitwegerich ist ein Wind- und Tierstreuer; hauptsächlich erfolgt die Ausbreitung der Diasporen aber über die klebrigen Samen, die an Tierpfoten, Schuhen und Rädern haften. Daneben erfolgt Bearbeitungsverbreitung beispielsweise durch Körnerfresser. Die Fruchtreife liegt zwischen Juli und September. Die Samen sind Licht- und Kältekeimer.

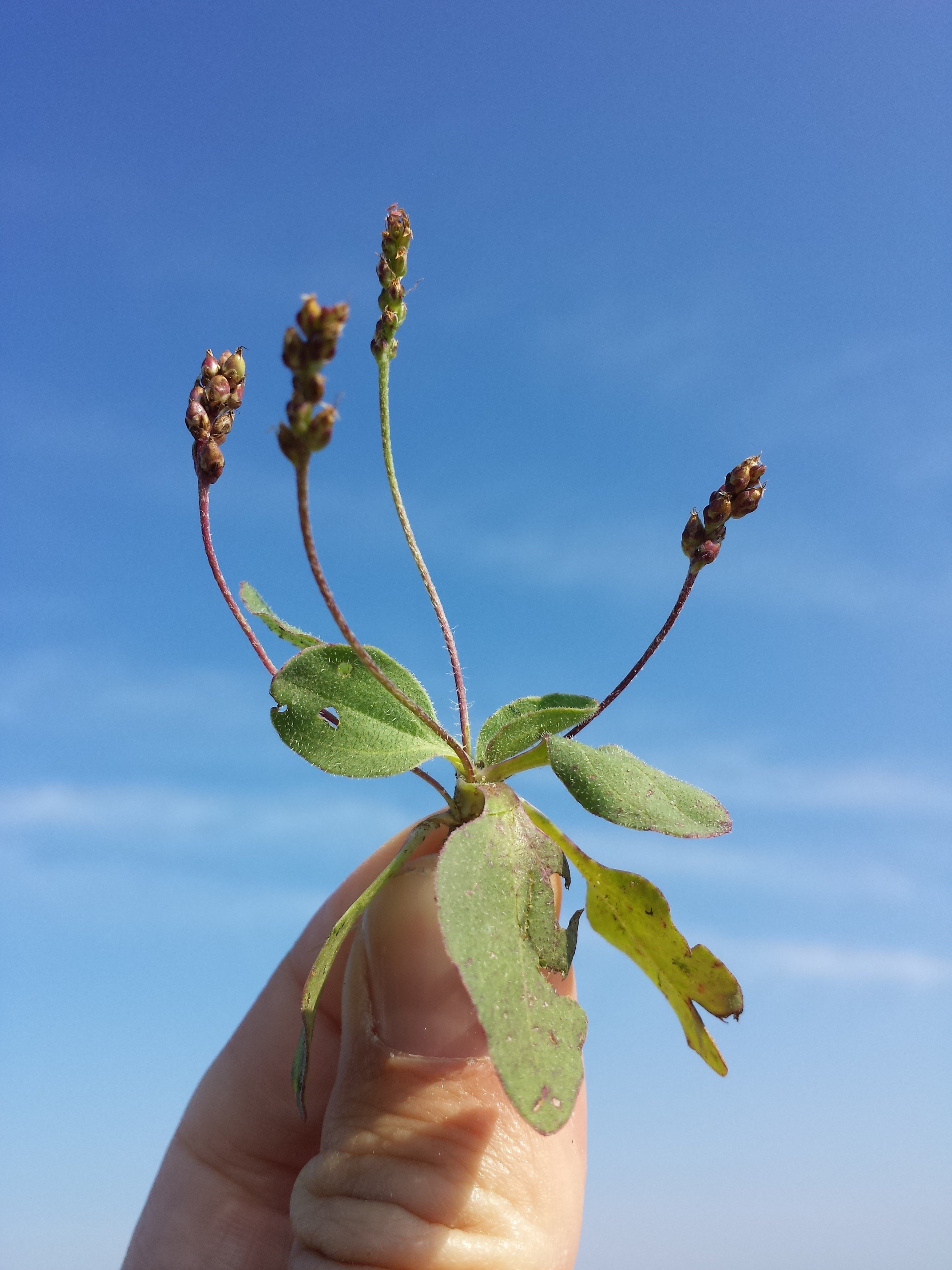
Salzwiesen-Breit-Wegerich (Plantago major subsp. winteri)

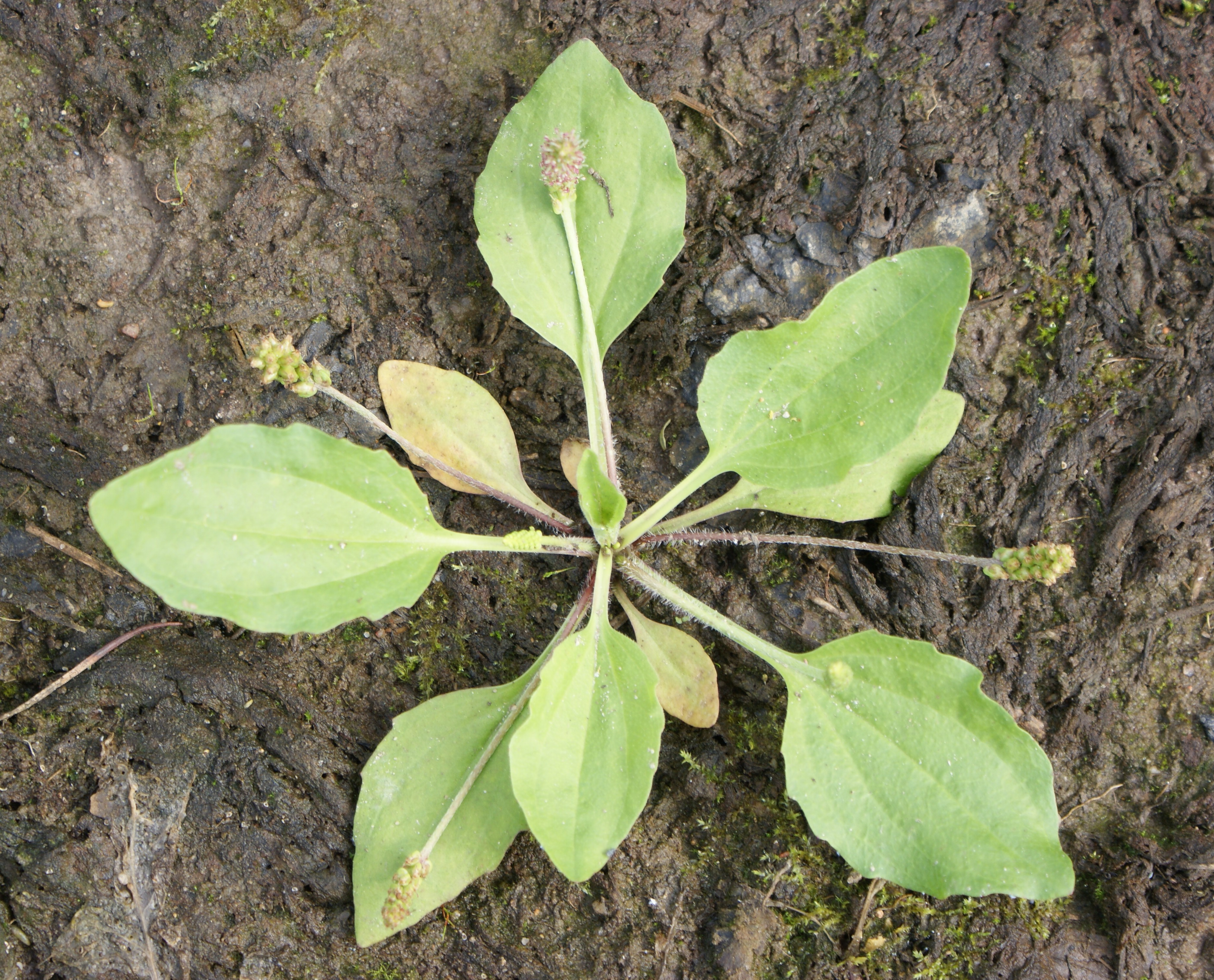
Vielsamiger Breit-Wegerich (Plantago major subsp. intermedia)

## Vorkommen
Ursprünglich in Europa heimisch, hat sich diese Pflanzenart (mittelhochdeutsch wëgerīch und bereits im Mittelalter als Plantago major bezeichnet) inzwischen weltweit verbreitet. Da der Breitwegerich (ebenso wie der Spitzwegerich) zu den „trittfesten“ Pflanzen gehört, ist er ein Anzeiger für häufig begangene Stellen. Er kam einst mit den europäischen Siedlern nach Nordamerika und wurde von der indigenen Bevölkerung als „Fußstapfen des weißen Mannes“ bezeichnet. 
Diese Pflanzenart ist sehr widerstandsfähig. Sie wächst auch in Pflasterritzen und auf häufig betretenen Rasenflächen. Der Breitwegerich ist wenig empfindlich gegen Salze und kann dank seiner bis zu 80 cm langen Wurzel auch auf verdichteten Böden wachsen. Er ist in Mitteleuropa eine Plantaginetalia-Ordnungscharakterart. In den Allgäuer Alpen steigt er an der Rappenseehütte bis zu 2090 m Meereshöhe auf.

## Unterarten
Es gibt drei Unterarten, die manchmal auch als getrennte Arten betrachtet werden:
- Gewöhnlicher Breit-Wegerich, auch Großer Wegerich genannt (Plantago major subsp. major) ist die Unterart mit den größten Blättern und 5 bis 9 Blattadern.[5][6]

- Salzwiesen-Breit-Wegerich (Plantago major subsp. winteri (Wirtgen) Ludwig) mit einer dreiadrigen Spreite wächst auf Salzwiesen und an Kalisalzgruben.[5]

- Vielsamiger Breit-Wegerich (Plantago major subsp. intermedia (DC.) Arcang., Syn.: Plantago uliginosa F.W.Schmidt), auch Kleiner Wegerich genannt, ist eine Unterart mit schmaleren Blättern, 3 bis 5 Blattadern und größerer Samenzahl. Sie gedeiht an Lehm-, Schluff- und Sandufern.[7][8][9][5] Sie ist in Mitteleuropa eine Charakterart des Verbands Agropyro-Rumicion.[2]

## Medizinische Wirkung
Der Breitwegerich ist eine alte Heilpflanze und wird in der mittelalterlichen Heilkunde, ebenso wie der Spitzwegerich, lateinisch arnoglossa genannt. Er enthält Schleimstoffe (Polysaccharide), Iridoid-Glykoside, besonders Aucubin, Bitterstoffe, Gerbstoffe, Polyphenole, und andere Wirkstoffe. Der Saft, bzw. Brei aus den Blättern wirkt entzündungshemmend und fördert die Wundheilung. Neuere Studien verweisen auch auf eine mögliche antivirale und immunmodulatorische Wirkung von Plantago major. Der Saft wird in der Naturheilkunde bei Magenschleimhautentzündung, Magen- und Darmgeschwüren, Durchfall, Reizdarm, Blutungen der Harnwege, Atemwegskatarrh und Insektenstichen aller Art eingesetzt. Seine Wirksamkeit ist jedoch nicht ausreichend belegt.

## Essbarkeit
Die Blätter sind als Salat essbar, solange sie zart und jung sind; ältere Blätter werden aber schnell zäh und faserig. Ältere Blätter können gekocht in Eintöpfen gegessen werden. Die Blätter enthalten Calcium und andere Mineralien. 100 g Wegerich enthalten ungefähr so viel Beta-Carotin wie eine große Karotte. Die Samen sind so klein, dass sie nur mühsam geerntet werden können, aber sie können zu einem Mehl gemahlen und als Mehlersatz verwendet werden.